# غريغوريو روزا تشافيز
غريغوريو روزا تشافيز (بالإسبانية: Gregorio Rosa Chávez)‏ هو عالم عقيدة سلفادوري، ولد في 3 سبتمبر 1942 في Sociedad, El Salvador ‏ في السلفادور.